# Монрон (Верхние Альпы)
Монро́н (фр. и окс. Montrond) — коммуна во Франции, находится в регионе Прованс — Альпы — Лазурный Берег. Департамент коммуны — Верхние Альпы. Входит в состав кантона Сер. Округ коммуны — Гап.
Код INSEE коммуны — 05089.

## Население
Население коммуны на 2008 год составляло 51 человек.
| 1962 | 1968 | 1975 | 1982 | 1990 | 1999 | 2008 |
| ---- | ---- | ---- | ---- | ---- | ---- | ---- |
| 44   | 49   | 52   | 47   | 53   | 39   | 51   |

## Экономика
В 2007 году среди 29 человек в трудоспособном возрасте (15—64 лет) 18 были экономически активными, 11 — неактивными (показатель активности — 62,1 %, в 1999 году было 65,4 %). Из 18 активных работали 16 человек (9 мужчин и 7 женщин), безработных было 2 (1 мужчина и 1 женщина). Среди 11 неактивных 1 человек был учеником или студентом, 5 — пенсионерами, 5 были неактивными по другим причинам.